# Giovanni II di Nassau-Saarbrücken
Giovanni II di Nassau-Saarbrücken (Saarbrücken, 4 aprile 1423 – Vehingen, 15 luglio 1472) è stato a capo della contea di Nassau-Saarbrücken (parte del Sacro Romano Impero) dal 1429 fino alla sua morte.

## Biografia
Giovanni II di Nassau-Saarbrücken nacque a Saarbrücken il 4 aprile 1423. Ereditò il titolo giovanissimo alla morte del padre, si sposò una prima volta con Johanna, da cui ebbe due figlie femmine. Dopo la morte della prima moglie si sposò con Elisabetta di Württemberg-Ubach, con cui ebbe il figlio ed erede Giovanni Luigi. Tuttavia il figlio nacque dopo la sua morte ed ereditò il titolo alla nascita.

## Ascendenza
|                                   |                      |                             | Genitori                             |  |  | Nonni |  |  | Bisnonni                      |  |  | Trisnonni        |  |
|                                   |                      |                             |                                      |  |  |       |  |  | Gerlach I di Nassau-Wiesbaden |  |  | Adolfo di Nassau |  |
|                                   |                      |                             |                                      |  |  |       |  |  | Gerlach I di Nassau-Wiesbaden |  |  | Adolfo di Nassau |  |
|                                   |                      | Imagina di Isenburg-Limburg |                                      |  |  |       |  |  | Gerlach I di Nassau-Wiesbaden |  |  |                  |  |
| Giovanni I di Nassau-Weilburg     |                      |                             |                                      |  |  |       |  |  | Gerlach I di Nassau-Wiesbaden |  |  |                  |  |
|                                   |                      | Agnese d'Assia              | Enrico d'Assia                       |  |  |       |  |  |                               |  |  |                  |  |
|                                   |                      | Agnese d'Assia              | Enrico d'Assia                       |  |  |       |  |  |                               |  |  |                  |  |
|                                   |                      | Agnese d'Assia              | …                                    |  |  |       |  |  |                               |  |  |                  |  |
| Filippo I di Nassau-Weilburg      |                      | Agnese d'Assia              |                                      |  |  |       |  |  |                               |  |  |                  |  |
|                                   |                      | Giovanni II di Saarbrücken  | …                                    |  |  |       |  |  |                               |  |  |                  |  |
|                                   |                      | Giovanni II di Saarbrücken  | …                                    |  |  |       |  |  |                               |  |  |                  |  |
|                                   |                      | Giovanni II di Saarbrücken  | …                                    |  |  |       |  |  |                               |  |  |                  |  |
| Giovanna di Saarbrücken           |                      | Giovanni II di Saarbrücken  |                                      |  |  |       |  |  |                               |  |  |                  |  |
|                                   |                      | Gillette di Bar             | …                                    |  |  |       |  |  |                               |  |  |                  |  |
|                                   |                      | Gillette di Bar             | …                                    |  |  |       |  |  |                               |  |  |                  |  |
|                                   |                      | Gillette di Bar             | …                                    |  |  |       |  |  |                               |  |  |                  |  |
| Giovanni II di Nassau-Saarbrücken |                      | Gillette di Bar             |                                      |  |  |       |  |  |                               |  |  |                  |  |
|                                   | Giovanni I di Lorena | Rodolfo di Lorena           |                                      |  |  |       |  |  |                               |  |  |                  |  |
|                                   | Giovanni I di Lorena | Rodolfo di Lorena           |                                      |  |  |       |  |  |                               |  |  |                  |  |
|                                   | Giovanni I di Lorena | Maria di Blois              |                                      |  |  |       |  |  |                               |  |  |                  |  |
| Federico I di Vaudémont           | Giovanni I di Lorena |                             |                                      |  |  |       |  |  |                               |  |  |                  |  |
|                                   |                      | Sofia di Württemberg        | Eberardo II di Württenberg           |  |  |       |  |  |                               |  |  |                  |  |
|                                   |                      | Sofia di Württemberg        | Eberardo II di Württenberg           |  |  |       |  |  |                               |  |  |                  |  |
|                                   |                      | Sofia di Württemberg        | Elisabetta di Henneberg-Schleusingen |  |  |       |  |  |                               |  |  |                  |  |
| Elisabetta di Lorena-Vaudémont    |                      | Sofia di Württemberg        |                                      |  |  |       |  |  |                               |  |  |                  |  |
|                                   |                      | Enrico V di Vaudémont       | Anseau de Joinville                  |  |  |       |  |  |                               |  |  |                  |  |
|                                   |                      | Enrico V di Vaudémont       | Anseau de Joinville                  |  |  |       |  |  |                               |  |  |                  |  |
|                                   |                      | Enrico V di Vaudémont       | Margherita di Vaudémont              |  |  |       |  |  |                               |  |  |                  |  |
| Margherita di Joinville           |                      | Enrico V di Vaudémont       |                                      |  |  |       |  |  |                               |  |  |                  |  |
|                                   |                      | Maria di Lussemburgo        | Giovanni di Lussemburgo              |  |  |       |  |  |                               |  |  |                  |  |
|                                   |                      | Maria di Lussemburgo        | Giovanni di Lussemburgo              |  |  |       |  |  |                               |  |  |                  |  |
|                                   |                      | Maria di Lussemburgo        | …                                    |  |  |       |  |  |                               |  |  |                  |  |
|                                   |                      | Maria di Lussemburgo        |                                      |  |  |       |  |  |                               |  |  |                  |  |